# 棒状杆菌科
棒状杆菌科（学名：Corynebacteriaceae），也称棒杆菌科，為棒杆菌亚目的一科细菌。此科的模式属为棒杆菌属（Corynebacterium）。

## 属
此科包括以下属：
- 乳酪杆菌属 Caseobacter Crombach, 1978
- 棒杆菌属 Corynebacterium Lehmann and Neumann, 1896
- 苏黎士菌属 Turicella Funke et al., 1994